# Điện Hòa
Điện Hòa is een xã in het district Điện Bàn, een van de districten in de Vietnamese provincie Quảng Nam.
De Quá Giáng stroomt door Điện Hòa. Điện Hòa heeft ruim 11.000 inwoners op een oppervlakte van 16,83 km².